# 岐阜県立武義高等学校津保谷分校
岐阜県立武義高等学校津保谷分校（ぎふけんりつむぎこうとうがっこう　つぼだにぶんこう）は、かつて岐阜県武儀郡武儀村（現在の関市）にあった公立の高等学校の分校。

## 概要
武義高等学校の定時制の分校であった。県立高等学校の分校であったが、設置者は武儀村・上之保村であった。
1960年（昭和35年）に加茂高校七宗分校と統合。武儀郡武儀村上之保村加茂郡七宗村三カ村組合立中濃高等学校の新設により廃校。

## 沿革
- 1949年（昭和24年）
  - 4月1日 - 美濃町立美濃高等学校の分校として、武儀郡富之保村に美濃町立美濃高等学校津保谷分校が開校。定時制高校であり、農業科、被服科を設置。校舎は富之保村立富之保小学校の校舎を使用。
  - 8月1日 - 開校式を行う。
- 1950年（昭和25年）4月1日 - 美濃高等学校が岐阜県立武義高等学校に統合され廃校。津保谷分校は岐阜県立武義高等学校に移管され、岐阜県立武義高等学校津保谷分校に改称する。
- 1954年（昭和29年）4月1日 - 定時制農業科、被服科を廃止。定時制普通科を設置。
- 1955年（昭和30年）4月1日 - 中之保村、富之保村、下之保村が合併し武儀村が発足。これにより、設置者は武儀村・上之保村となる。
- 1960年（昭和35年）
  - 9月16日 - 武儀郡武儀村、上之保村、及び加茂郡七宗村で学校組合を結成。加茂高校七宗分校と武義高校津保谷分校が統合され、武儀郡武儀村上之保村加茂郡七宗村三カ村組合立中濃高等学校の新設により廃校。